# 植松充伸
植松 充伸（うえまつ じゅうしん、8月10日 - ）は、群馬テレビの執行役員（営業局専任局長 兼 事業部長）、元同局のアナウンサー。

## 来歴
愛媛県出身。アナウンサーを志したのは、高校野球中継の実況をやりたいと思ったことがきっかけであった。
過去にフリーアナウンサーとして活動していたことがあり、新潟テレビ21や熊本朝日放送などのテレビ朝日系地方局で高校野球中継を担当していた。1980年代末期には、TBSの『ドラマ23』放送作品にリポーター役で出演したこともある。
群馬テレビへの入社後には、スポーツ中継の実況と番組のナレーションを主に担当。後にアナウンスの現場を離れ、群馬テレビが加盟している5いっしょ3ちゃんねる放送作品のプロデュースに携わる。
群馬テレビを定年退職した後は、藤岡市役所で情報推進監として勤務、その傍ら２０２４年４月からは、まえばしCITYエフエムで「日曜ラジオワイド」のアナウンサーとして３時間（午前９時～正午）の生放送を担当している。

## 担当番組

### フリーアナウンサー時代
すべて局アナnet（運営：JAT株式会社）に記載されているプロフィールからの参考。
- ミセス塾745（ラジオたんぱ） - キャスター
- 高校野球中継（新潟テレビ21、熊本朝日放送） - 実況

### 群馬テレビアナウンサー時代
すべて局アナnet（運営：JAT株式会社）に記載されているプロフィールからの参考。
- オートレース中継 - 実況・司会
- オートレース展望
- その他のスポーツ中継（高校野球、高校ラグビー、高校バレー、国体アイスホッケーなど） - 実況
- GTVニュース - ニュース特集ナレーター
- ふれ愛ワイド
- あさいち・朝生・情報通
- 技に迫る - ナレーター
- 早起きは三文の徳 - ナレーター

### プロデュース作品
- 今夜野宿になりまして[4]
- 業界用語の基礎知識 壇蜜女学園 - エグゼクティブ・プロデューサー[5]
- 欧州ワイン紀行〜銘醸ワインの産地を訪ねて〜
- 肉食女子部
- 戦隊ヒーロー スキヤキフォース -ぐんまの平和を願うシーズン-[6]
- モンキーパーマ